# Trist Curless

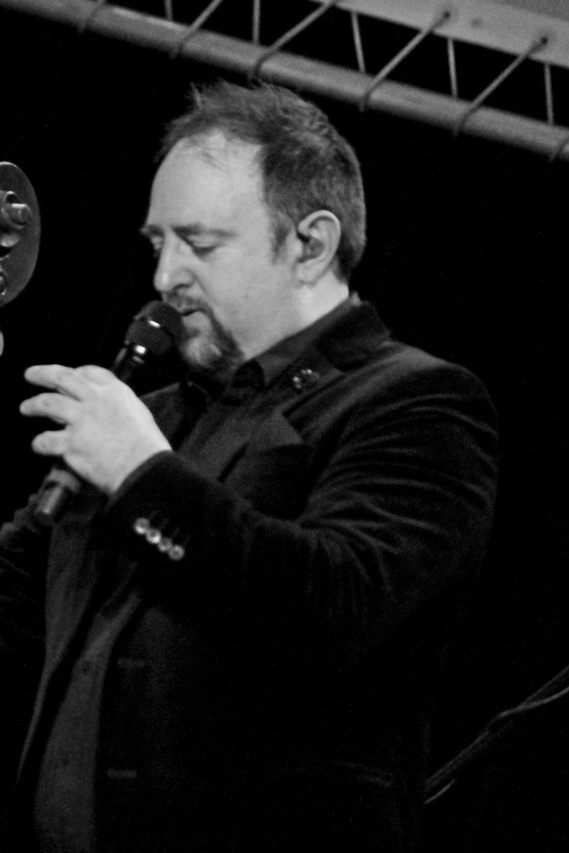
Trist Curless 2017 beim Jazzfestival St. Ingbert

Trist Ethan Curless (*  1971 in Cheyenne, Wyoming) ist ein amerikanischer Jazzsänger.

## Leben
Curless studierte Musik an der University of Northern Colorado mit Schwerpunkt Musikerziehung. 1995 gründete er die Gesangsgruppe m-Pakt, für die er Lieder schrieb, arrangierte und auch produzierte. Daneben arbeitete er auch als Toningenieur für Formationen wie Pentatonix, Straight No Chaser und Take 6. Neben Auftritten mit Bobby McFerrin ersetzte er bei Manhattan Transfer den 2014 verstorbenen Tim Hauser.